# Clathria fraudator
Clathria fraudator är en svampdjursart som först beskrevs av James Scott Bowerbank 1874.  Clathria fraudator ingår i släktet Clathria och familjen Microcionidae. Inga underarter finns listade i Catalogue of Life.